# Hamilton Richardson
Hamilton F. Richardson, Ham Richardson (ur. 24 sierpnia 1933 w Baton Rouge, Luizjana, zm. 5 listopada 2006 w Nowym Jorku), tenisista amerykański, zwycięzca wielkoszlemowych mistrzostw USA w grze podwójnej, zdobywca Pucharu Davisa.

## Kariera tenisowa
Treningi tenisowe rozpoczął w wieku 12 lat. W 1946 po raz pierwszy wystartował w turnieju, by już rok później triumfować w mistrzostwach USA w kategorii juniorskiej w deblu. W 1948 sięgnął po juniorski tytuł mistrzowski w grze pojedynczej. W 1949 nie przyjął rady lekarzy, którzy zalecali mu porzucenie sportu w związku z wykrytą cukrzycą. Kontynuował z powodzeniem starty wśród juniorów, w 1950 sięgając po mistrzostwo USA szkół średnich (Interscholastic) oraz tytuł na juniorskich mistrzostwach Francji. Kolejne tytuły mistrza USA w grze pojedynczej zdobył w latach 1953–1954, tym razem w kategorii studentów, reprezentując barwy Tulane University.
Czterokrotnie osiągnął w karierze półfinał imprezy Wielkiego Szlema w singlu. W 1952 w półfinale mistrzostw USA musiał uznać wyższość Gardnara Mulloya (8:10, 0:6, 6:8). Dwa lata później w tym samym turnieju odpadł w półfinale z Vikiem Seixasem (3:6, 14:12, 6:8, 2:6). W półfinale mistrzostw Francji w 1955 musiał skreczować w pojedynku z Tonym Trabertem przy prowadzeniu rywala 6:1, 2:2. Wreszcie w półfinale Wimbledonu 1956 urwał seta Australijczykowi Lew Hoadowi (6:3, 4:6, 2:6, 4:6), bliskiemu w tymże sezonie ustanowienia klasycznego Wielkiego Szlema. Również na Wimbledonie w 1956 był w półfinale debla. Lepiej w grze podwójnej prezentował się w mistrzostwach USA – w 1956 w parze z Seixasem doszedł do finału (porażka z Lew Hoadem i Kenem Rosewallem), a w 1958 odniósł zwycięstwo (w parze z Alexem Olmedo). Trzeci wielkoszlemowy finał osiągnął w grze mieszanej, kiedy w parze z Maureen Connolly uległ w decydującym meczu mistrzostw Australii 1953 Julii Sampson i Rexowi Hartwigowi.
Z innych sukcesów Richardsona należy wymienić finał halowych mistrzostw USA w singlu (1955), finały singlowe i zwycięstwa deblowe (1950, 1953) w Cincinnati, wygraną w Newport (1951). W 1956 w drodze po końcowy sukces w turnieju na kortach trawiastych w New Jersey pokonał kolejno czterech mistrzów Wimbledonu – Roya Emersona, Kena Rosewalla, Ashleya Coopera i Neale’a Frasera. Skuteczną parę mikstową tworzył z pionierką tenisa afroamerykańskiego Altheą Gibson, wraz z którą odbył serię pokazowych spotkań w południowo-wschodniej Azji w 1959 (zorganizowaną przez amerykański Departament Stanu). Dwukrotnie znalazł się na czele amatorskiego rankingu amerykańskiego (1956, 1958), łącznie w czołowej dziesiątce tej klasyfikacji figurował jedenaście razy (1951 9. miejsce, 1952 7., 1953 6., 1954 3., 1955 7., 1956 i 1958 1., 1962 3., 1963 i 1964 7., 1965 6.). Był również kilkakrotnie w czołowej dziesiątce nieoficjalnego rankingu światowego, najwyżej w 1956 – na 3. miejscu, za Hoadem i Rosewallem (ponadto 10. miejsce w 1954, 7. w 1955 i 6. w 1958).
Richardson był reprezentantem USA w Pucharze Davisa w latach 1952–1965, łącznie w siedmiu sezonach. Uzyskał bilans 20 zwycięstw przy 2 porażkach (w grze pojedynczej 17 wygranych i 1 porażka), co stawia go w czołówce wielokrotnych amerykańskich reprezentantów pod względem skuteczności. Miał udział w dwukrotnym zdobyciu Pucharu przez USA, w 1954 (nie wystąpił w finale) i 1958. W 1958 o końcowym zwycięstwie nad Australijczykami przesądziło zwycięstwo deblowe Richardsona i Alexa Olmedo nad Melem Andersonem i Neale Fraserem, odniesione w dramatycznych okolicznościach – rywale prowadzili już 2:0 w setach, w trzeciego seta Amerykanie wygrali dopiero 16:14. Końcowy wynik tego meczu brzmiał 10:12, 3:6, 16:14, 6:3, 7:5 dla Richardsona i Olmedo, co stanowiło rekord liczby gemów w deblowym spotkaniu w finale Pucharu Davisa. Wśród pokonanych przez Richardsona rywali w ramach rozgrywek pucharowych byli m.in. znani Włosi Orlando Sirola i Nicola Pietrangeli, Szwed Sven Davidson, Argentyńczyk Enrique Morea czy Japończycy Atsushi Miyagi i Kosei Kamo. W późniejszym okresie Richardson dwukrotnie prowadził zespół narodowy jako kapitan.
Reprezentacyjny kolega Tony Trabert określał go jako gracza ofensywnego, z dobrymi uderzeniami z głębi kortu (szczególnie bekhendem). Słabszym punktem Richardsona był drugi serwis.
Po zakończeniu kariery sportowej Richardson przeniósł się do Nowego Jorku i pracował w sektorze inwestycyjnym, kierując m.in. firmą brokerską Richardson and Associates. Był również zaangażowany w życie polityczne jako działacz Partii Demokratycznej, pełnił funkcję asystenta senatora Russella Longa (jeszcze w czasie kariery sportowej) czy skarbnika kampanii wyborczych kongresmena Allarda Lowensteina. Wspierał też kampanie burmistrza Nowego Jorku Davida Dinkinsa, z którym był zaprzyjaźniony.
Zmarł w listopadzie 2006 wskutek komplikacji związanych z cukrzycą. Był dwukrotnie żonaty, z pierwszego małżeństwa miał troje dzieci.

## Osiągnięcia w turniejachwielkoszlemowych
- mistrzostwa USA
  - gra podwójna – wygrana 1958 (z Alexem Olmedo), finał 1956 (z Vikiem Seixasem)
- mistrzostwa Australii
  - gra mieszana – finał 1953 (z Maureen Connolly)

## Finały w turniejach wielkoszlemowych
- gra mieszana mistrzostw Australii 1953 w parze z Maureen Connolly – 4:6, 3:6 z Julią Sampson i Rexem Hartwigiem
- gra podwójna mistrzostw USA 1956 w parze z Vikiem Seixasem – 2:6, 2:6, 6:3, 4:6 z Lew Hoadem i Kenem Rosewallem
- gra podwójna mistrzostw USA 1958 w parze z Alexem Olmedo – 6:4, 3:6, 6:3, 6:4 z Sammy Giammalvą i Barry MacKayem